# Даліла
Даліла, в синодальному перекладі Даліда (івр. דלילה; бл. XII століття до н. е.) в Старому Завіті — біблійний персонаж, жінка, що зрадила Самсона. Викликавши своєю красою його кохання і вірність, Даліла віддала Самсона в руки філістимлянам і видала їм секрет його богатирської сили (Суд 16:4-21).

## В Біблії

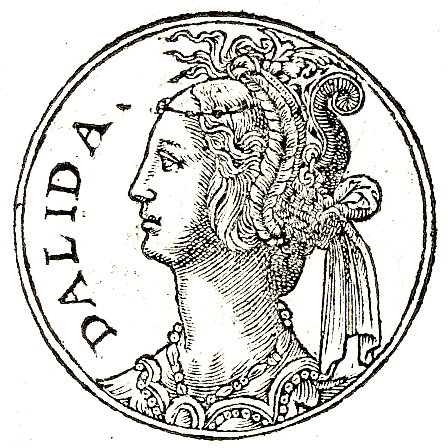
Даліла на гравюрі Promptuarium Iconum Insigniorum

Даліла жила в долині річки Сорек. Вона єдина жінка, чиє ім'я згадується в історії Самсона. В Біблії сказано, що Самсон кохав її, але не уточнено, чи кохання було взаємним. Вони не були одружені, а факт існування між ними сексуальних стосунків, за словами Джозі Снайдера, — «в біблійному тексті прямо не викладений». Філістимлянські володарі підкупили Далілу, щоб вона вивідала, звідки походить справжня сила Самсона, пообіцявши за цю таємницю 1100 срібних монет кожен. Тричі її спроби провалились.
Спершу, повіривши відповіді Самсона, вона зв'язала його сімома зеленими лозами, але він легко їх розірвав. Наступного разу вона зв'язала його новими мотузками, і знову спроба провалилась. Третього разу вона приткала пасма його волосся до тканини, але і ця спроба була невдала. Нарешті, після багатьох нарікань на те, що Самсон їй не довіряє, він розповів, що його сила у його волоссі. Тоді, коли він заснув, вона наказала слузі обрізати його волосся. Потім вона розбудила Самсона і віддала його в руки філістимлян, які його осліпили.
В Біблії не сказано про подальшу долю Даліли. Згідно з Джеймсом Данном і Джоном Рогерсоном також не описується, чи відчувала вона провину через свій вчинок.

## В культурі

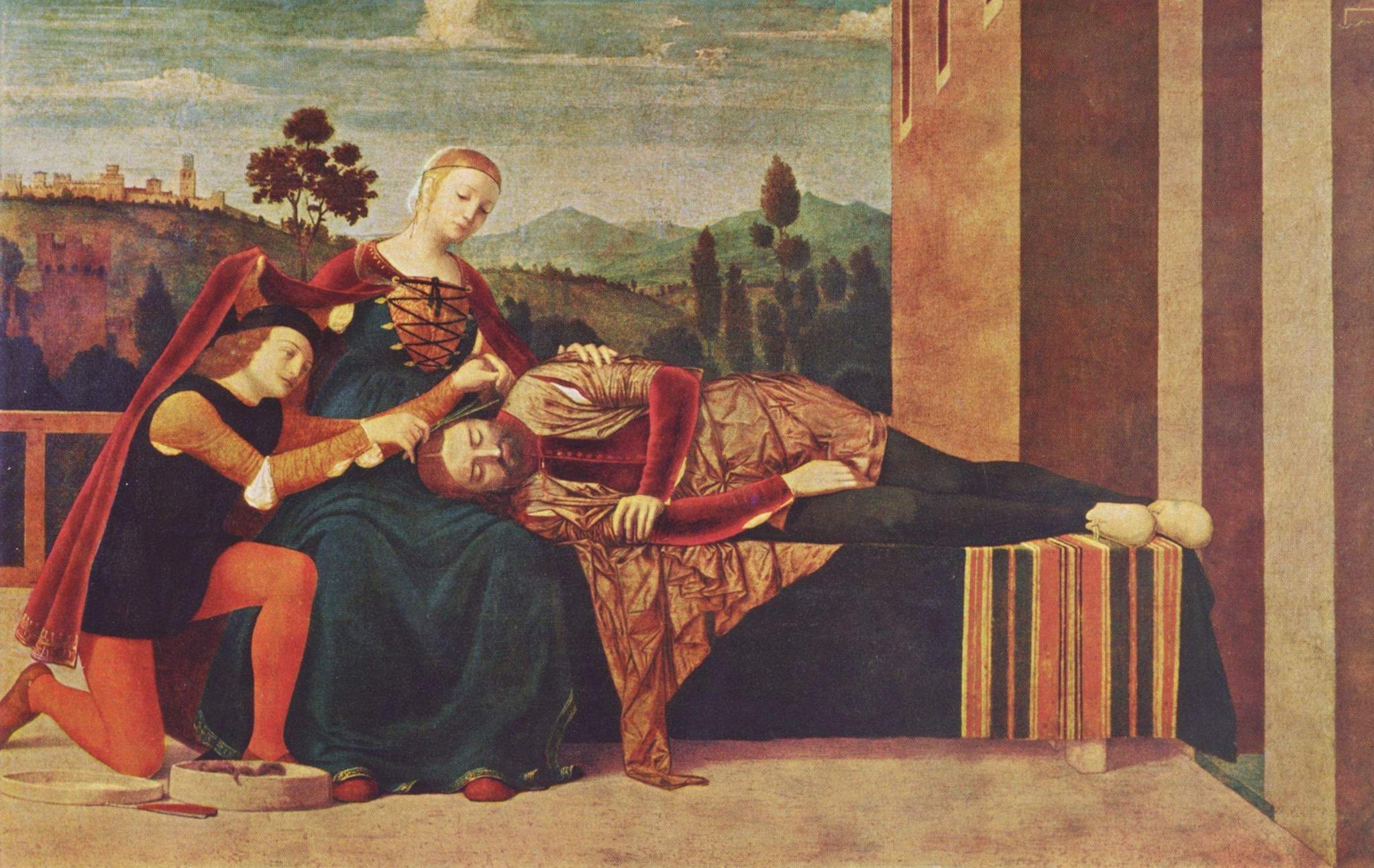
Франческо Мороне. «Самсон і Даліла», 1500—1510 роки

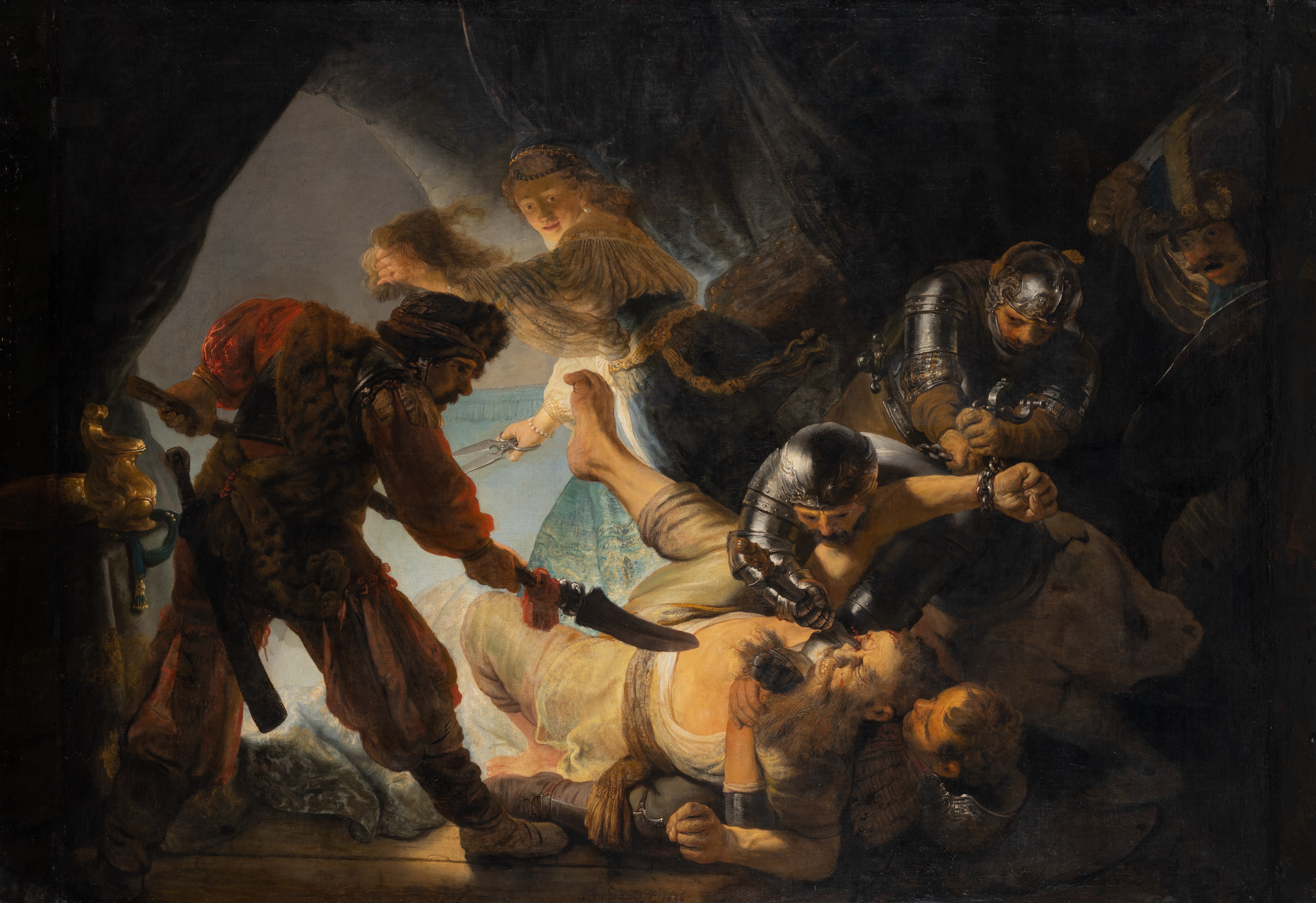
Рембрандт. «Осліплення Самсона», 1636 рік

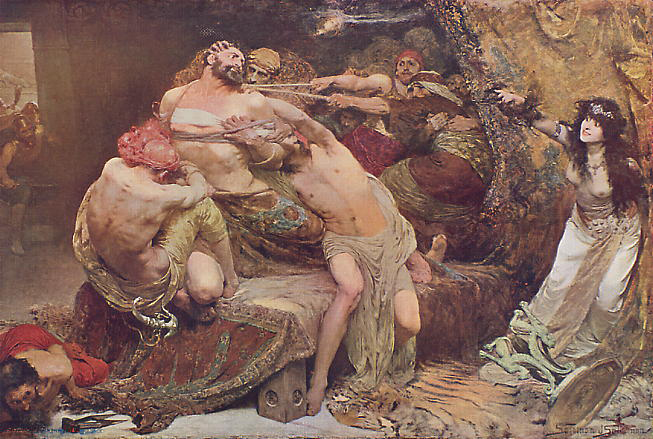
Соломон Джозеф Соломон. «Самсон і Даліла», 1887 рік

### В музиці
- Гурт Kiss випустив пісню «Modern Day Delilah» (Даліла сучасності) в альбомі 2009 року «Sonic Boom».
- Гурт The Cranberries випустив пісню «Delilah» на альбомі 1999 року «Bury the Hatchet».
- Виконавець Van Stephenson випустив пісню «Modern Day Delilah» в альбомі 1984 року «Righteous Anger».
- Гурт Florence and the Machine випустив пісню «Delilah» для альбому «How Big, How Blue, How Beautiful» 2015 року.
- Опера Сен-Санса
- Пісня Тома Джонса

### В літературі
- Йоганес Линнанкоскі — Самсон і Даліла (Simson ja Delila) (драма, 1911 рік)

### В кінематографі
- 1949 — Самсон і Даліла, реж. Сесіль Де Мілль

### В астрономії
На честь Даліли названо астероїд 560 Деліла, відритий в 1905 році німецьким астрономом Максом Вольфом .